# The Alarm
The Alarm е анархистически вестник, публикуван в американския град Чикаго през 1880-те години. Седмичникът е най-видното англоезично анархистко периодично издание на своето време. Вестникът е прословуто редактиран от Албърт Парсънс, който е спорно съден и екзекутиран в отговор на аферата Хеймаркет от 1886 г.

## История на публикациите

### Установяване
Албърт Парсънс, редактор на The Alarm, е сред екзекутираните като отмъщение за фаталния за анархистите атентат в Чикаго на 4 май 1886 г. Първият брой на The Alarm се появява на 4 октомври 1884 г. в Чикаго, Илинойс като седмичен глас на Международната асоциация на трудещите се (IWPA). Към момента на стартирането си The Alarm е един от осемте вестника в Съединените щати, които обявяват своята вярност към анархистката IWPA – и единственият вестник, публикуван на английски език.
Редактор на вестника беше роденият в Юга Албърт Р. Парсънс  бивш помощник редактор на англоезичния седмичник на Социалистическата лейбъристка партия на Америка, The Socialist. Парсънс за пръв път идва на север от Тексас през 1873 г., за да поеме работа като печатар за Chicago Inter-Ocean, преди да се премести на по-стабилна работа в подобна длъжност, работейки за Chicago Times.
Пионер, член на Американския типографски съюз, както и на синдиката Рицарите на труда, талантливият оратор Парсънс скоро се очертава като сред водещите англоговорещи радикални синдикалисти в град Чикаго, позиция, още по-твърдо установена с пускането на пазара на The Alarm.

### Развитие
От осемте вестника, свързани в цялата страна с IWPA, пет са публикувани само в Чикаго. Към The Alarm като базирани в Чикаго публикации на IWPA са немскоезичният ежедневник Arbeiter-Zeitung (Работнически вестник) и седмичниците Der Vorbote (Предвестникът) и Der Fackel (Факелът), както и чешкоезичният седмичник Budoucnost (The бъдеще). Вестникът претендира за тираж от 3000 екземпляра през първата половина на 1886 г. – цифра, доста надвишена от неговите сънародници, които не са англичани. За сравнение, Arbeiter-Zeitung поддържа тираж между 5000 и 6000 през същия период, докато Vorbote варира между 7000 и 8000. Der Fackel е най-голямата публикация досега, с тираж от 1886 г., надхвърлящ границата от 12 000.
Докато „Алармата“ е вестник на Албърт Парсънс, той е подпомаган в производството му от Лизи М. Холмс, която пише различни под псевдонима „Мей Хънтли“, както и под моминското си име „Лизи М. Суонк“. Други сътрудници на писмени материали включват неговата съпруга-активист Луси Парсънс, К. С. Грифин и Дайър Д. Лум.
Финансите на вестника са слаби през цялото му съществуване. Финансирането идва под формата на издателско дружество, което продава на благодетели „акции“ от вестника в допълнение към потока от набирания на средства, включително пикници и благотворителни вечери.

### Идеология
The Alarm се представя като официален англоезичен глас на Международната асоциация на трудещите се и много често препечатва политическата платформа на IWPA на своите страници. Вестникът непрестанно се обявява срещу частната собственост върху производствения капитал и системата на наемен труд – изобразявани като първопричина за широк спектър от социални болести. Документът последователно твърди, че държавата е механизъм за поддържане на този несправедлив социален ред, както и инструмент за потискане на индивидуалната политическа свобода.
Парсънс и неговите съмишленици провъзгласяват за своя задача унищожаването на частната собственост върху средствата за производство.  Твърди се, че ако това бъде премахнато, социалните злини като бедността, престъпността и войната ще изчезнат в тандем с колапса на стария икономически ред.
Физическата сила би била необходима, за да се постигне това унищожаване на стария ред, според Парсънс и The Alarm. Пропагандата на делото ще вдъхнови революционен подем на обеднялото мнозинство срещу техните разкошни господари, смятат анархистите. Алармата посъветва:
„Работници на Америка, научете се да произвеждате и използвате динамит. Това ще бъде вашето най-мощно оръжие; оръжие на слабите срещу силните... След това го използвайте неуморно, безжалостно. Битката за хляб е битка за живот. ... Смърт и унищожение за системата и нейните поддръжници, които ограбват и поробват мъжете, жените и децата на труда.“
Застъпничеството на Alarm за използването на експлозиви като инструмент за социална промяна не се ограничава до абстрактна дискусия. Практически съвети при производството и използването на динамит, нитроглицерин и взривни устройства, включително такива статии като част за правенето на бомби, озаглавена „Оръжието на социал-революционера, поставено в обсега на всички“, и друга за създаването на динамит в домашни лаборатории, „Практически урок по популярна химия: Производството на динамит стана лесно“.“
Тази политическа ориентация и практическо застъпничество ще превърнат самия вестник в мишена след фаталния атентат в Чикаго на 4 май 1886 г., запомнен в историята като „аферата Хеймаркет“.

### Забрана
Алармата е забранена на 4 май 1886 г., период, през който Албърт Парсънс все още се укрива преди доброволното му предаване на полицията в Чикаго за съдебен процес по аферата Хеймаркет. Последното издание на вестника, отпечатано под редакцията на Парсънс, е от 24 април същата година.

### Повторно стартиране и изключване
На 5 ноември 1887 г., само една седмица преди екзекуцията на Парсън чрез обесване във връзка с бомбения атентат в Хеймаркет, политическият активист и сътрудник на редакцията Дайър Д. Лум възобновява The Alarm, започвайки системата за номериране на чисто като „Том 1, номер 1." Лум успява да продължи да издава вестника без прекъсване до 22 април 1888 г., когато публикуването е временно спряно. Направено е рестартиране на 16 юни 1888 г., но усилията се оказват краткотрайни и The Alarm е прекратен през февруари 1889 г.

## Наследство
Алармата е достъпна за учени и активисти на микрофилм, като основният негатив се съхранява от Президентската библиотека на Ейбрахам Линкълн в Спрингфийлд, Илинойс.